# 2. Wasserball-Liga Ost
Die 2. Wasserball-Liga Ost (kurz 2. WBLO) ist eine der vier zweithöchsten deutschen Spielklassen in der Mannschaftssport Wasserball und somit Unterbau der Deutschen Wasserball-Liga (DWL) sowie die höchste Spielklasse Ostdeutschlands. Sie entstand 2006 nach einer Reform der DWL als Nachfolger der vormaligen Regionalliga Ost. Die Liga ist für maximal zwölf Vereine ausgelegt und setzt sich aus Vereinen der fünf Landesverbände (Berlin,  Brandenburg, Sachsen-Anhalt, Thüringen und Sachsen) zusammen. Vereine aus Mecklenburg-Vorpommern spielen momentan in den Ligen des Norddeutschen Schwimmverbandes.

## Modus
In der Saison 2018/19 werden zehn Vereine im Modus „Jeder gegen Jeden“ in einer Hin- und einer Rückrunde den Ostdeutschen Meister ausspielen. Der Meister (keine Zweitvertretungen) ist darüber hinaus teilnahmeberechtigt am Relegationsturnier zur Deutschen Wasserball-Liga (DWL). An diesem nehmen die insgesamt vier qualifizierten Teams der vier Zweitligen (Nord, Ost, West und Süd) und der Vorletzte der DWL teil und spielen die beiden Plätze für die Folgesaison im Oberhaus aus. Die Abstiegsfrage wird erst nach der Saison geklärt und richtet sich nach eventuellen Absteigern aus der DWL und nach der Anzahl aufstiegswilliger Mannschaften aus den untergeordneten Ligen der fünf Landesverbände. Der Titelverteidiger die tschechische Gastmannschaft von Stepp Praha ist diese Saison nicht am Start.

## Mitglieder der Saison 2018/19
Folgende zehn Vereine werden den Ostdeutschen Meister ausspielen.
- SGW Brandenburg
- SVV Plauen II
- SG Schöneberg Berlin
- Wasserball-Union Magdeburg      Bisheriger Meister (18/19)
- SV Zwickau 04
- SV Halle
- HSG TH Leipzig
- SWV TuR Dresden
- SC Chemnitz 1892
- SG Neukölln Berlin II

Saisonrückblick seit Einführung der 2. Wasserball-Liga Ost:
| Saison  | Ostdeutscher Meister                |
| ------- | ----------------------------------- |
| 2006/07 | OSC Potsdam                         |
| 2007/08 | OSC Potsdam (Aufsteiger in die DWL) |
| 2008/09 | Wasserfreunde Spandau 04 II         |
| 2009/10 | Wasserfreunde Spandau 04 II         |
| 2010/11 | SGW Brandenburg                     |
| 2011/12 | SVV Plauen                          |
| 2012/13 | SVV Plauen (Aufsteiger in die DWL)  |
| 2013/14 | Stepp Praha                         |
| 2014/15 | U19-Auswahl                         |
| 2015/16 | SGW Brandenburg                     |
| 2016/17 | Stepp Praha                         |
| 2017/18 | Stepp Praha                         |
| 2018/19 | Wasserball-Union Magdeburg          |